# AWS Certificate Manager
AWS Certificate Manager（略称はACM）は、Amazon Web Services(AWS) のサービスの一つ。AWS利用者が、TLS用の公開鍵証明書を無償で利用することができる機能等を提供する。

## 概要
2016年1月にサービス開始。
AWSのいくつかのサービス・機能（Elastic Load Balancer、Amazon CloudFront ディストリビューションや Amazon API Gateway の API）とACMは統合させることが可能であり、統合により利用者は容易にパブリック証明書を用いることができる。
ACM自身が認証局となり証明書を発行する方式のほかに、他の認証局が発行した証明書を持ち込む（インポート）こともできる。一方でACMが発行した証明書をAWS外で使うために出力する（エクスポート）機能はない。
ACMが発行する証明書は、インターネット上のリソースを特定するための「パブリック証明書」ならびにそれ以外の「プライベート証明書」がある。ACMにプライベート証明書を発行させるために、大前提としてユーザはACM上で「プライベートCA」を作成することとなる。